# Der Virtuos
Der Virtuos ist eine 1865 erschienene Bildergeschichte des humoristischen Zeichners und Dichters Wilhelm Busch, die als eine der innovativsten Illustrationen in seinem Werk gilt. Sie ist einer der Gründe, warum Wilhelm Busch ab der zweiten Hälfte des 20. Jahrhunderts zunehmend den ehrenden Beinamen „Großvater der Comics“ oder „Urvater der Comics“ erhielt.
Der Virtuos erschien nicht wie die großen Bildergeschichten Buschs wie Die fromme Helene oder Der heilige Antonius von Padua als eigenständiges Druckwerk, sondern als Illustration in den Fliegenden Blättern des Münchner Verlages Braun & Schneider, der im selben Jahr auch die Rechte an Wilhelm Buschs Bildergeschichte Max und Moritz erwarb.

## Inhalt
Der Virtuos ist die Geschichte eines Pianisten, der zu Neujahr einem begeisterten Zuhörer ein Privatkonzert gibt. Die Satire weicht in mehrfacher Hinsicht von den übrigen Werken Wilhelm Buschs ab.
Üblicherweise folgen Buschs Bildergeschichten einem Handlungsablauf, der mit einer Schilderung der Verhältnisse beginnt, denen der Konflikt entspringt, den Konflikt dann steigert und schließlich zur Auflösung bringt. Der Virtuos weicht von diesem Schema leicht ab. In der Satire auf selbstdarstellerische Künstlerattitüde und deren übertriebene Verehrung beschränkt sich die Einleitung auf vier knappe Zeilen:
Zum neuen Jahr begrüßt euch hier

Ein Virtuos auf dem Klavier

Er führ euch mit Genuss und Gunst

Durch alle Wunder seiner Kunst.
Die folgenden einzelnen Szenen sind nicht mit gebundenen Texten kommentiert, sondern lediglich mit Termini aus der musikalischen Fachsprache wie Introduzione, Maestoso oder Fortissimo Vivacissimo betitelt. Wilhelm Busch erfindet diese Termini teilweise, als Beispiel die Fuga del diavolo („Teufelsfuge“). Die Szenen steigern sich im Tempo vom anfänglichen Silentium bis zum vorletzten Finale furioso, das mit einem artigen Bravo-bravissimo abgeschlossen wird. Jeder Körperteil und jeder Kleidungszipfel wird dabei in diese Steigerung mit einbezogen. Das Taschentuch des Pianisten, das zwischen den Frackschößen hervorlugt, weist mit seinem Zipfel mal nach links, mal nach rechts, wird zur Locke oder schraubt sich zur Spirale. Schließlich werden die vorletzten Szenen zu einer Simultanschau mehrerer Bewegungsphasen des Pianisten, und die Noten lösen sich in über dem Flügel tanzenden Notenzeichen auf.
Auffallend ist vor allem Wilhelm Buschs Fähigkeit, sprachliche in graphische Bilder zu transformieren. Der hingerissene Zuhörer bekommt neben dem Klavier buchstäblich „Stielaugen“, er wird „ganz Aug und Ohr“, so dass sein Kopf nur noch aus einem Riesenohr und -auge besteht.

## Entstehungszusammenhang
Kaspar Braun, einer der beiden Gründer des Verlages Braun & Schneider, beschäftigte in seinem Verlag eine Reihe von Kunststudenten, die für ein einmaliges Honorar Illustrationen zum Verlagsprogramm schufen. Auf Wilhelm Busch wurde er über dessen Beiträge zur Vereinszeitschrift des Künstlervereins Jung-München aufmerksam.
Wilhelm Busch befand sich zu dem Zeitpunkt, zu dem er für Kaspar Braun zu arbeiten begann, in finanziell bedrängter Lage. Sein Maschinenbaustudium in Hannover hatte er kurz vor dessen Ende abgebrochen, in Düsseldorf sowie in Antwerpen hatte er sich jeweils an den Kunstakademien eingeschrieben, sich aber jeweils weniger als ein Jahr dort aufgehalten. Nach einer schweren Typhuserkrankung hatte er zunächst einige Monate in seinem Elternhaus in Wiedensahl gelebt und dann seine kleinbürgerlichen Eltern mit dem Wunsch konfrontiert, sein Kunststudium in München fortzusetzen. Er wurde dann 1854 mit einer letzten Geldzahlung von seinem Vater nach München verabschiedet. Seine Erwartungen an das Kunststudium erfüllten sich allerdings auch in München nicht. Vier Jahre lang ließ Wilhelm Busch sich scheinbar planlos treiben. Den Kontakt zu seinen Eltern hatte er in dieser Zeit vollständig abgebrochen, lediglich seinen Onkel, den Pfarrer Georg Kleine, besuchte er mehrfach in Lüthorst. Es ist nicht bekannt, wovon Wilhelm Busch in dieser Zeit seinen Lebensunterhalt bestritt.
Die Arbeit für Kaspar Braun begann in der zweiten Hälfte der 1850er Jahre. Wilhelm Busch fertigte zunächst Zeichnungen zu vorgegebenen Texten an. Fanden sie Gefallen, übertrug Wilhelm Busch die Geschichte für den Druck auf eine Buchsbaumplatte. Diese wurde dann von Holzstechern bearbeitet und zum Druck gebracht. Die ersten größeren Bildergeschichten, die ebenfalls in den Zeitungen des Verlages Braun & Schneider erschienen, waren Die kleinen Honigdiebe und Der kleine Maler mit der großen Mappe. Letztere Geschichte entspricht in ihrer Zeichenweise schon stark den späteren Arbeiten von Wilhelm Busch. Die kleinen Honigdiebe mit ihrer detaillierten Binnenzeichnung erinnern zumindest von der Zeichentechnik her an Illustrationen von Moritz von Schwind und Ludwig Richter.
Der Virtuos fällt in die Spätphase der Zusammenarbeit Wilhelm Buschs mit dem Verlag Braun & Schneider. Wilhelm Busch empfand die Abhängigkeit von dem Verlag Braun & Schneider und seinem durchsetzungsfähigen Leiter Kaspar Braun zunehmend als bedrückend. Für die Veröffentlichung der Bilderpossen, seines ersten eigenständigen Werkes, hatte er sich mit Heinrich Richter, dem Sohn des sächsischen Malers und Zeichners Ludwig Richter, bereits einen neuen Verleger gesucht. Als er 1863 anfing, an seiner nächsten größeren Bildergeschichte Max und Moritz zu arbeiten, sah sich Wilhelm Busch bereits als unabhängiger Buchautor. Heinrich Richter hatte an den vier Bildergeschichten (u. a. Krischan mit der Piepe und Der Eispeter), aus denen die 1864 erschienenen Bilderpossen bestanden, von Beginn an gezweifelt. Sie waren weder Märchen- noch Kinderbuch und übertrafen den zeitgenössischen Struwwelpeter in ihrer Grausamkeit bei weitem. Die Skepsis Heinrich Richters war berechtigt. Das Buch verkaufte sich ausgesprochen schlecht und war auch im Weihnachtsgeschäft 1864 weitgehend erfolglos geblieben. Heinrich Richter lehnte deswegen im Januar 1865 die Veröffentlichung von Wilhelm Buschs nächster Bildergeschichte, der Geschichte von Max und Moritz, ab. Wilhelm Busch nahm am 5. Februar 1865 wieder Kontakt zu seinem alten Verleger Kaspar Braun auf, obwohl er mit diesem seit längerem keinen Kontakt mehr gehabt hatte. Noch im Februar sagte Kaspar Braun ihm die Veröffentlichung von Max und Moritz zu. Für die Rechte an dieser Bildergeschichte zahlte Kaspar Braun Wilhelm Busch erneut nur einen einmaligen Betrag, der mit 10.000 Goldmark jedoch dem Zweijahres-Lohn eines Handwerkers entsprach. Im August 1865 übertrug Wilhelm Busch die Vorzeichnung auf die Buchsbaumstöcke, und damit endete die Zusammenarbeit mit dem Verlag.

## Die Bildergeschichte als Vorgriff auf Comic und Zeichentrickfilm
Buschs virtuose Kombination von Wort und Bild stellt einen Vorgriff auf Comic und Zeichentrickfilm dar. Jedes Geschehen in dramatisch-komischer Weise in Zerstörung, Unordnung und Chaos zu verwandeln, ist ein gemeinsames Grundprinzip des zeichnerischen Werkes Buschs und der Entwicklung von Comic und Zeichentrickfilm. Andreas C. Knigge bezeichnet Wilhelm Busch daher als „ersten Virtuosen“ der Bilderzählung.
Schon seine frühen Bildergeschichten unterscheiden sich von denen seiner Kollegen, die gleichfalls für Kaspar Braun arbeiteten. Seine Bilder zeigen eine zunehmende Konzentration auf die Hauptfiguren, sind sparsamer in der Binnenzeichnung und weniger kleinteilig im Ambiente. Die Pointe entwickelt sich aus einem dramaturgischen Verständnis der ganzen Erzählung heraus. Die Handlung ist dabei wie in einem Film in Einzelsituationen zerlegt. Hierdurch vermittelt Busch, zuweilen durch Perspektivwechsel verstärkt, den Eindruck von Bewegung und Aktion. Nach Ansicht von Gert Ueding ist die Bewegungsdarstellung, die Busch trotz der Beschränkung des Mediums gelingt, bislang unerreicht geblieben.
Bildende Künstler haben sich bis weit ins 20. Jahrhundert von Der Virtuos inspirieren lassen. August Macke hielt in einem Brief an seinen Galeristen Herwarth Walden sogar fest, dass er die Bezeichnung Futurismus für die zu Beginn des 20. Jahrhunderts in Italien entstandene avantgardistische Kunstbewegung für verfehlt halte, da bereits Wilhelm Busch ein Futurist gewesen sei, der Zeit und Bewegung ins Bild gebannt habe.

## Vergleichbare Arbeiten im Werk Wilhelm Buschs
Ähnlich zukunftsweisend wie Einzelszenen des Virtuos sind einzelne Szenen der Bilder zur Jobsiade, die Wilhelm Busch 1872 im Bassermann Verlag veröffentlichte. Bei Jobs theologischem Examen sitzen ihm zwölf geistliche Herren in weißen Perücken gegenüber. Auf ihre keineswegs schwierigen Fragen antwortet ihr Prüfling so blödsinnig, dass jede Antwort ein synchrones Kopfschütteln der Prüfenden auslöst. Die Perücken geraten in empörte Bewegung, und aus der Szene wird eine Bewegungsstudie, die an die Phasenfotografien Eadweard Muybridges erinnern. Muybridge hatte zwar 1872 mit seinen Bewegungsstudien begonnen, veröffentlichte diese aber erst 1893, so dass es sich bei diesem fließenden Übergang von der Zeichnung zur Kinematographie ebenfalls um eine künstlerische Pionierleistung Buschs handelt.

## Belege

### Einzelbelege
1. ↑  Daniel Ruby: Schema und Variation – Untersuchungen zum Bildergeschichtenwerk Wilhelm Buschs. Europäische Hochschulschriften, Frankfurt am Main 1998, ISBN 3-631-49725-3, S. 26.
2. ↑  Weissweiler, S. 142 und S. 143.
3. 1 2  Schury, S. 81.
4. ↑  Andreas C. Knigge: Comics – Vom Massenblatt ins multimediale Abenteuer. Rowohlt Taschenbuch Verlag, 1996, S. 14.
5. ↑  Schury, S. 80.
6. ↑  Ueding, S. 193. Ueding bezeichnet die von Wilhelm Busch verwendete grafische Technik fälschlich als Holzschnitt.
7. ↑  Ueding, S. 196.
8. ↑  Weissweiler, S. 143 und S. 144.
9. ↑  Weissweiler, S. 204 und S. 205.